# Блейк, Квентин
Сэр Квентин Саксби Блейк (англ. Quentin Saxby Blake, род. 16 декабря 1932 года) ― британский карикатурист, иллюстратор и детский писатель. Он проиллюстрировал более 300 книг, 18 из них были написаны Роальдом Далем. За свой многолетний вклад в качестве детского иллюстратора он получил международную премию Ханса Кристиана Андерсена в 2002 году, что является высшим признанием для создателей детских книг. С 1999 по 2001 год он был первым британским детским лауреатом. Он является покровителем Ассоциации иллюстраторов.

## Юность
Блейк родился в 1932 году в Сидкапе, штат Кент, и был эвакуирован во время Второй мировой войны. Он посещал начальную школу Англиканской церкви Святой Троицы Ламорбей и гимназию Чизлхерста и Сидкапа, где его учитель английского языка Дж.Х. Уолш оказал на него влияние в литературе. Его художественному развитию в школьные годы способствовал контакт с художником и карикатуристом Альфредом Джексоном, мужем учителя латыни Блейка, который поощрял его первые работы в Punch, что привело к его первой публикации в возрасте 16 лет. В шестом классе учитель рисования, художник Стэнли Симмондс, признал таланты Блейка и оказал поддержку, познакомив с работами других художников. Он читал английскую литературу в Даунинг-колледже, Кембридж, под руководством Ф. Р. Ливиса с 1953 по 1956 год, получил диплом аспиранта в Институте образования Лондонского университета, а затем учился неполный рабочий день в Школе искусств Челси, а затем в Колледже искусств Камберуэлла. Он отрицал, что учёба в Кембриджском университете способствовала его художественному или творческому таланту.

## Карьера
В 1960-х годах Блейк преподавал английский язык во Французском лицее Лондона, что укрепило его давнюю связь с Францией и завершилось награждением орденом Почетного легиона. Он преподавал в Королевском колледже искусств более двадцати лет, где с 1978 по 1986 год возглавлял отдел иллюстрации.
Первой книгой, которую проиллюстрировал Блейк, была «Замечательная кнопка» Эвана Хантера, опубликованная в 1961 году. В своей последующей карьере он приобрел репутацию верного, надежного и юмористического иллюстратора более 300 детских книг, в том числе написанных Джоан Эйкен, Элизабет Боуэн, Сильвией Плат, Роальдом Далем, Нильсом-Олофом Франценом, Уильямом Стейгом и доктором Сьюзом. Он проиллюстрировал первую книгу Сьюза «Великий день для Ап!» (1974). К 2006 году Блейк проиллюстрировал 323 книги, из которых он написал 35, а Даль ― 18. На сегодняшний день Блейк проиллюстрировал две книги Дэвида Уолльямса и ограниченные издания Общества Фолио, такие как «Дон Кихот», «Кандид» и «50 басен Лафонтена».
В 1970-х годах Блейк время от времени выступал ведущим детской программы Би-би-си «Джеканори», рассказывая истории, когда он иллюстрировал их на холсте. В 1993 году он разработал пять почтовых марок британского рождественского выпуска с эпизодами из Рождественской песни Чарльза Диккенса.
Блейк является членом Клуба искусств Челси. Он является покровителем Общества Блейка, общества искусств и гуманитарных наук Даунинг-колледжа. Он также является покровителем благотворительной организации «Большой розыгрыш», целью которой является привлечение людей к рисованию и проекта «Найтингейл», благотворительной организации, которая предоставляет искусство больницам. С 2006 года он работал в нескольких больницах и центрах психического здоровья в районе Лондона, детской больнице (hopital Armand Trousseau) в Париже и родильном доме в Анже, Франция. Эти проекты подробно описаны в книге Блейка 2012 года «Квентин Блейк: за пределами страницы», в которой описывается, как в свои семьдесят лет его работы все чаще появлялись за пределами страниц книг, в общественных местах, таких как больницы, театральные фойе, галереи и музеи.
В 2007 году он спроектировал огромную фреску на ткани, подвешенную над ветхим зданием, расположенным прямо напротив входа на железнодорожный вокзал Сент-Панкрас и таким образом замаскировал его. Визуализация воображаемого комитета приветствия приветствует пассажиров, прибывающих на высокоскоростную железную дорогу Eurostar.
Блейк является сторонником и послом международной неправительственной организации по защите прав коренных народов «Выживание». В 2009 году он сказал: Для меня «Выживание» важно по двум причинам: во-первых, я считаю правильным, что мы должны оказывать помощь и поддержку людям, которым угрожает созданное нами индустриальное общество и, во-вторых, в более общем плане это дает важный сигнал о том, как мы все должны заботиться о мире. Её послание является самым фундаментальным из всех благотворительных организаций, с которыми я связан.
Он является попечителем-основателем «Дома иллюстрации», центра в Лондоне для выставок, образовательных мероприятий и мероприятий, связанных с искусством иллюстрации. Он также стал предметом первой выставки на этом месте под названием «Внутренние истории», которая открылась в июле 2014 года. В августе 2020 года было объявлено, что центр переедет в Машинное отделение XVIII века в Нью-Ривер-Хед в районе Клеркенуэлл в Лондоне и будет переименован в Центр Квентина Блейка для иллюстрации.
Помимо детских книг, Блейк также является дизайнером логотипа сети магазинов «Печенье Бена». Он разработал несколько иллюстраций для шотландского телесериала «Писк!». Кроме того, Блейк был художником, создавшим комикс «Уолдо и Ванда».

## Личная жизнь
Блейк никогда не был женат и не имеет детей.